# Acacia luteola
Acacia luteola är en ärtväxtart som beskrevs av Bruce R. Maslin. Acacia luteola ingår i släktet akacior, och familjen ärtväxter. Inga underarter finns listade i Catalogue of Life.